# 費爾普斯 (紐約州)
費爾普斯（英語：Phelps）是一個位於美國紐約州安大略縣的鎮。

## 人口
根據2020年美國人口普查的數據，費爾普斯的面積為168.98平方千米，當中陸地面積為168.22平方千米，而水域面積為0.76平方千米。當地共有人口6637人，而人口密度為每平方千米39人。